# Новий Сецимін
Новий Сецимін (пол. Nowy Secymin) — село в Польщі, у гміні Леонцин Новодворського повіту Мазовецького воєводства.
Населення — 129 осіб (2011).
У 1975-1998 роках село належало до Варшавського воєводства.

## Демографія
Демографічна структура станом на 31 березня 2011 року:
|          | Загалом | Допрацездатний вік | Працездатний вік | Постпрацездатний вік |
| -------- | ------- | ------------------ | ---------------- | -------------------- |
| Чоловіки | 59      | 7                  | 45               | 7                    |
| Жінки    | 70      | 17                 | 34               | 19                   |
| Разом    | 129     | 24                 | 79               | 26                   |